# Berryz Kobo
Le Berryz Kobo (Berryz工房?, Berīzu Kōbō, letteralmente «Laboratorio delle Berryz») sono un gruppo femminile di idol giapponesi. Fanno parte del Hello! Project. La musica ed i testi di quasi tutte le loro canzoni sono scritti da Tsunku, il fondatore e produttore del progetto.
La band è stata creata nel 2004. Con l'età media di 10.75 anni, le Berryz Kobo sono diventate il gruppo più giovane di sempre a far parte dell'Hello! Project. Nel 2007 la band è diventata il gruppo di artisti più giovani che abbiano mai tenuto un concerto alla Saitama Super Arena.
Fino ad ora hanno pubblicato 29 singoli, 8 album di studio e 2 raccolte. In Giappone, le vendite totali di DVD e CD delle Berryz Kobo hanno superato il milione.

## Formazione
| Nome                           | Data di nascita  | Età | Colore    | Note                   |
| ------------------------------ | ---------------- | --- | --------- | ---------------------- |
| Saki Shimizu (清水佐紀?)       | 22 novembre 1991 | 33  | Giallo    | Capitano               |
| Momoko Tsugunaga (嗣永桃子?)   | 6 marzo 1992     | 33  | Rosa      | Canta anche per Buono! |
| Chinami Tokunaga (徳永千奈美?) | 22 maggio 1992   | 32  | Arancione |                        |
| Maasa Sudō (須藤茉麻?)         | 3 luglio 1992    | 32  | Azzurro   |                        |
| Miyabi Natsuyaki (夏焼雅?)     | 25 agosto 1992   | 32  | Lilla     | Canta anche per Buono! |
| Yurina Kumai (熊井友理奈?)     | 3 agosto 1993    | 31  | Verde     |                        |
| Risako Sugaya (菅谷梨沙子?)    | 4 aprile 1994    | 30  | Rosso     |                        |

* Tutti i valori di colore sono approssimativi.

### Ex componenti
- Maiha Ishimura (石村舞波?) (membro nel 2004–2005)

## Discografia

### Singoli
| №  | Titolo                                                                                  | Data di pubblicazione | Posizione in classifica     |
| №  | Titolo                                                                                  | Data di pubblicazione | Oricon Weekly Singles Chart |
| -- | --------------------------------------------------------------------------------------- | --------------------- | --------------------------- |
| 1  | Anata Nashi de wa Ikite Yukenai (あなたなしでは生きてゆけない?)                         | 3 marzo 2004          | 18                          |
| 2  | Fighting Pose wa Date ja Nai! (ファイティングポーズはダテじゃない!?)                    | 28 aprile 2004        | 25                          |
| 3  | Piriri to Yukō! (ピリリと行こう!?)                                                      | 26 maggio 2004        | 37                          |
| 4  | Happiness (Kōfuku Kangei!) (ハピネス～幸福歓迎!～?)                                     | 25 agosto 2004        | 20                          |
| 5  | Koi no Jubaku (恋の呪縛?)                                                               | 10 novembre 2004      | 13                          |
| 6  | Special Generation (スッペシャル ジェネレ～ション?)                                     | 30 marzo 2005         | 7                           |
| 7  | Nanchū Koi o Yatterū You Know? (なんちゅう恋をやってるぅ YOU KNOW??)                    | 8 giugno 2005         | 13                          |
| 8  | 21ji made no Cinderella (21時までのシンデレラ?)                                         | 3 agosto 2005         | 13                          |
| 9  | Gag 100kaibun Aishite Kudasai (ギャグ100回分愛してください?)                            | 23 novembre 2005      | 19                          |
| 10 | Jiriri Kiteru (ジリリ キテル?)                                                          | 29 marzo 2006         | 6                           |
| 11 | Waracchaō yo Boyfriend (笑っちゃおうよ BOYFRIEND?)                                      | 2 agosto 2006         | 15                          |
| 12 | Munasawagi Scarlet (胸さわぎスカーレット?)                                              | 6 dicembre 2006       | 11                          |
| 13 | Very Beauty (VERY BEAUTY?)                                                              | 7 marzo 2007          | 11                          |
| 14 | Kokuhaku no Funsui Hiroba (告白の噴水広場?)                                             | 27 giugno 2007        | 4                           |
| 15 | Tsukiatteru no ni Kataomoi (付き合ってるのに片思い?)                                    | 28 novembre 2007      | 6                           |
| 16 | Dschinghis Khan" (ジンギスカン?)                                                        | 12 marzo 2008         | 5                           |
| 17 | Yuke Yuke Monkey Dance (行け 行け モンキーダンス?)                                      | 9 luglio 2008         | 4                           |
| 18 | Madayade (MADAYADE?)                                                                    | 5 novembre 2008       | 6                           |
| 19 | Dakishimete Dakishimete (抱きしめて 抱きしめて?)                                        | 11 marzo 2009         | 8                           |
| 20 | Seishun Bus Guide / Rival (青春バスガイド/ライバル?)                                    | 3 giugno 2009         | 4                           |
| 21 | Watashi no Mirai no Danna-sama / Ryūsei Boy (私の未来のだんな様/流星ボーイ?)            | 11 novembre 2009      | 5                           |
| 22 | Otakebi Boy Wao! / Tomodachi wa Tomodachi Nanda! (雄叫びボーイ WAO!/友達は友達なんだ!?) | 3 marzo 2010          | 3                           |
| 23 | Maji Bomber!! (本気ボンバー!!?)                                                         | 14 luglio 2010        | 6                           |
| 24 | Shining Power!! (シャイニング パワー!!?)                                                | 10 novembre 2010      | 7                           |
| 25 | Heroine ni Narō ka! (ヒロインになろうか!?)                                              | 2 marzo 2011          | 7                           |
| 26 | Ai no Dangan! (愛の弾丸!?)                                                              | 8 giugno 2011         | 11                          |
| 27 | Aa, Yo ga Akeru (ああ、夜が明ける?)                                                     | 10 agosto 2011        | 7                           |
| 28 | Be Genki (Naseba Naru!) (Be 元気＜成せば成るっ!＞?)                                     | 21 marzo 2012         | 9                           |
| 29 | Cha Cha Sing (cha cha SING?)                                                            | 25 luglio 2012        | 6                           |
| 30 | Want! (WANT!?)                                                                          | 19 dicembre 2012      | 3                           |

### Album
| #   | Titolo                                                                            | Data di pubblicazione | Note       | Posizione in classifica    |
| #   | Titolo                                                                            | Data di pubblicazione | Note       | Oricon Weekly Albums Chart |
| --- | --------------------------------------------------------------------------------- | --------------------- | ---------- | -------------------------- |
| 1   | 1st Chō Berryz (1st 超ベリーズ?)                                                  | 7 luglio 2004         |            | 18                         |
| 2   | Dai 2 Seichōki (第②成長記?)                                                       | 16 novembre 2005      |            | 19                         |
| 2.5 | Special! Best Mini ~2.5 Maime no Kare~ (スッペシャル!ベストミニ ～2.5枚目の彼～?) | 7 dicembre 2005       | Mini-album | 45                         |
| 3   | 3 Natsu Natsu Mini Berryz (③夏夏ミニベリーズ?)                                    | 5 luglio 2006         | Mini-album | 20                         |
| 4   | 4th Ai no Nanchara Shisū (4th 愛のなんちゃら指数?)                                | 1º agosto 2007        |            | 14                         |
| 5   | 5 (Five) (5(FIVE)?)                                                               | 10 settembre 2008     |            | 11                         |
| –   | Berryz Kobo Special Best Vol. 1 (Berryz工房 スッペシャル ベスト Vol.1?)           | 14 gennaio 2009       | Raccolta   | 11                         |
| 6   | 6th Otakebi Album (6th 雄叫びアルバム?)                                           | 3 marzo 2010          |            | 12                         |
| 7   | 7 Berryz Times (7 Berryz タイムス?)                                               | 30 marzo 2011         |            | 10                         |
| 8   | Ai no Album 8 (愛のアルバム⑧?)                                                    | 22 febbraio 2012      |            | 25                         |

## Video musicali
| № del singolo | Titolo                                                 |
| ------------- | ------------------------------------------------------ |
| 1             | Anata Nashi de wa Ikite Yukenai                        |
| 2             | Fighting Pose wa Date ja Nai!                          |
| 3             | Piriri to Yukō!                                        |
| 4             | Happiness (Kōfuku Kangei!)                             |
| 5             | Koi no Jubaku                                          |
| 6             | Special Generation                                     |
| 7             | Nanchū Koi o Yatterū YOU KNOW?                         |
| 8             | 21ji made no Cinderella                                |
| 9             | Gag 100kaibun Aishite Kudasai                          |
| 10            | Jiriri Kiteru                                          |
| 11            | Waracchaō yo BOYFRIEND                                 |
| 12            | Munasawagi Scarlet                                     |
| 13            | VERY BEAUTY                                            |
| 14            | Kokuhaku no Funsui Hiroba                              |
| 15            | Tsukiatteru no ni Kataomoi                             |
| 16            | Dschinghis Khan                                        |
| 17            | Yuke Yuke Monkey Dance                                 |
| 18            | MADAYADE                                               |
| 19            | Dakishimete Dakishimete                                |
| 20            | Seishun Bus Guide                                      |
| 20            | Rival                                                  |
| 21            | Watashi no Mirai no Danna-sama                         |
| 21            | Ryūsei Boy                                             |
| 22            | Otakebi Boy WAO!                                       |
| 22            | Tomodachi wa Tomodachi Nanda!                          |
| 23            | Maji Bomber!!                                          |
| 24            | Shining Power                                          |
| 25            | Heroine ni Narō ka!                                    |
| 26            | Ai no Dangan                                           |
| 27            | Aa, Yo ga Akeru                                        |
| —             | Amazuppai Haru ni Sakura Saku di Berryz Kobo × °C-ute  |
| —             | Busu ni Naranai Tetsugaku di Hello! Project Mobekimasu |
| 28            | Be Genki (Naseba Naru!)                                |
| —             | Chō HAPPY SONG di Berryz Kobo × °C-ute                 |
| 29            | cha cha SING                                           |
| 29            | Loving You Too much                                    |
| 29            | Momochi! Yurushite-nyan Taisō di Momoko Tsugunaga      |

## Premi e riconoscimenti
| Anno | Premio             | Categoria                 | Nominato        | Risultato       |
| ---- | ------------------ | ------------------------- | --------------- | --------------- |
| 2008 | Asia Song Festival | Best Asian Newcomer Award | Berryz Kobo     | Vincitore/trice |
| 2008 | Japan Cable Awards | Cable Music Award         | Dschinghis Khan | Vincitore/trice |
| 2008 | Japan Cable Awards | Grand Prix                | Dschinghis Khan | Candidato/a     |